# Anna Kristina Silahka
Anna Kristina Silahka, född 1757, död 1826, var en finländsk pietist och religiös visionär och förkunnare. Hon spelade en ledande roll inom väckelsrörelsens församling kring Karleby. 